# Reiner M. Stoss
| (225277) Stino  | 24 septembre 1960 |
| (231666) Ésymne | 24 septembre 1960 |

Reiner Michael Stoss (né en 1975) est un astronome amateur allemand, membre de l'observatoire de Starkenburg à Heppenheim.
Le Centre des planètes mineures le crédite de la découverte de neuf astéroïdes numérotés, effectuée entre 1960 et 2002, dont huit en collaboration avec Lutz Dieter Schmadel. Il est important de préciser que les découvertes datées formellement de 1960 sont le fruit d'un travail de recherche sur des plaques photographiques de l'observatoire Palomar prises à cette époque et utilisées par Stoss dans le cadre du projet DANEOPS à partir de 1999. Comme le règlement de l'UAI en vigueur depuis 2010 définit la date de la découverte comme étant celle de la première observation utilisée pour le calcul des paramètres orbitaux, cela a généré la situation curieuse où la date officielle de découverte est antérieure à la date de naissance du découvreur.
L'astéroïde (7689) Reinerstoss a été nommé en son honneur.